# Perrecy-les-Forges
Perrecy-les-Forges is een gemeente in het Franse departement Saône-et-Loire (regio Bourgogne-Franche-Comté). De plaats maakt deel uit van het arrondissement Charolles. Perrecy-les-Forges telde op 1 januari 2022 1.546 inwoners.

## Geografie
De oppervlakte van Perrecy-les-Forges bedroeg op 1 januari 2022 33,82 vierkante kilometer; de bevolkingsdichtheid was toen 45,7 inwoners per km².

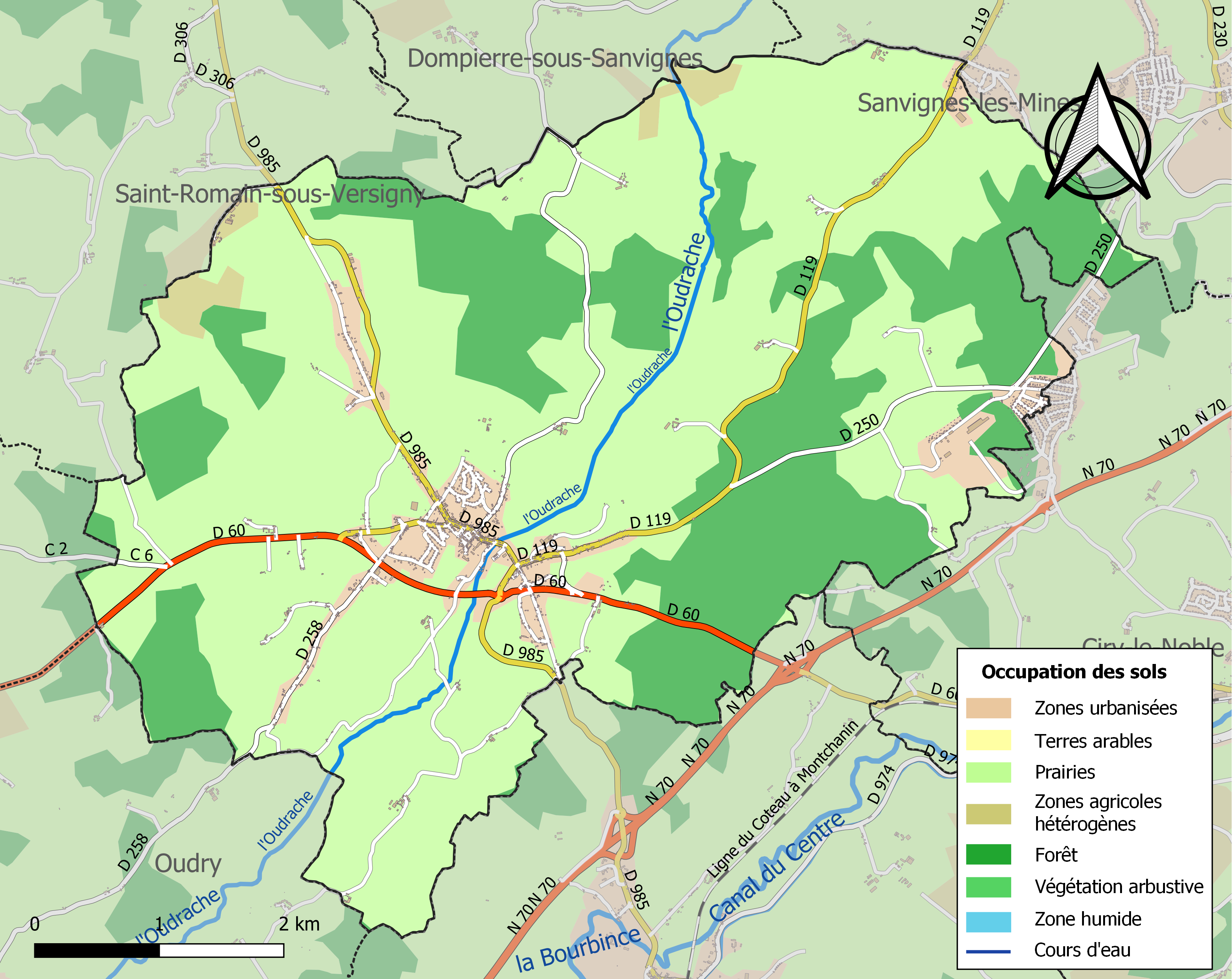
Kaart van de gemeente met de belangrijkste infrastructuur, bodemgebruik en omliggende gemeenten

## Demografie
Onderstaande figuur toont het verloop van het inwonertal (bron: INSEE-tellingen).